# Cronologia da Primeira Invasão Francesa de Portugal

## Introdução
Esta Cronologia da Primeira Invasão Francesa tem a finalidade de dar uma perspectiva dos acontecimentos relativos a esta invasão nas suas três fases: invasão e ocupação, insurreição e repressão e intervenção britânica. Cada uma destas fases é assinalada na cronologia por um tom diferente da cor de fundo, tal como se pode ver na tabela seguinte:

| Acontecimentos não específicos de cada uma das fases indicadas. |
| Invasão e ocupação.                                             |
| Insurreição e repressão.                                        |
| Intervenção britânica                                           |

## Cronologia
| Datas         | Acontecimentos |
| ------------- | --- |
| 1807          | |
| Setembro, 5   | O general Jean-Andoche Junot antigo embaixador da França em Portugal, nomeado para o comando do Corpo de Observação da Gironda, chega a Bayonne. |
| Setembro, 25  | Portugal declara aderir ao Bloqueio Continental. |
| Setembro, 30  | Os diplomatas franceses e espanhóis em Lisboa abandonam Portugal, por terem sido consideradas insuficientes as respostas às exigências de Napoleão (Agosto, 12) |
| Outubro, 17   | O Corpo de Observação da Gironda atravessa o Bidassoa e dirige-se para Portugal. |
| Outubro, 20   | Relutantemente, o Príncipe Regente de Portugal João VI de Portugal declara guerra ao Reino Unido, numa tentativa de pacificar Napoleão, mas assegurando-se de que a Inglaterra sabia que ele estava a agir sob coacção. |
| Outubro, 21   | Alvará, determinando os novos limites dos Governos Militares e modificando os distritos de recrutamento dos regimentos. |
| Outubro, 22   | Assinada uma convenção secreta entre o Reino Unido e Portugal, com o objectivo de preservar as relações entre estes dois países, face à pressão francesa. |
| Outubro, 27   | Assinado o Tratado de Fontainebleau, entre a França e a Espanha. |
| Outubro, 29   | - Decreto que altera a composição e o recrutamento das Milícias - Pela primeira vez, são criados dois regimentos de milícias na cidade de Lisboa. - Os efectivos dos regimentos de Infantaria são aumentados. |
| Novembro, 8   | O Príncipe Regente ordena a detenção dos súbditos britânicos que se encontravam em Portugal. O embaixador britânico, Lord Strangford, reclamou e solicitou o seu passaporte. |
| Novembro, 10  | Uma frota russa, composta por 9 naus e 2 fragatas, comandada pelo almirante Dimitri Nicolaievich Seniavin, em viagem do Mar Negro para São Petersburgo, devido à preparação da guerra contra a Suécia, entra no porto de Lisboa para invernar, devido a já não conseguir chegar à Rússia antes do aparecimento dos gelos no Mar Báltico. Desde a assinatura do Tratado de Tilsit (1807, Julho, 7), as forças russas eram consideradas hostis ao Reino Unido. |
| Novembro, 12  | O exército francês, sob o comando de Junot, concentrado nos arredores de Salamanca, dirige-se para Sul, para Valência de Alcântara. |
| Novembro, 17  | - Strangford embarca no HMS Hibernia, da frota do Almirante Sidney Smith que se encontrava ao largo da costa portuguesa. Inicia-se o bloqueio do Tejo. - As primeiras tropas francesas entram em Portugal, pela fronteira de Segura, na Beira Baixa. |
| Novembro, 23  | As primeiras tropas francesas, do exército de Juntot, chegam a Abrantes. |
| Novembro, 27  | - O príncipe Regente, D. João (VI), embarca para se dirigir para o Brasil. - Strangford regressa a Lisboa, para exigir que a frota portuguesa se renda ou que seja utilizada para transportar a Família Real para o Brasil. |
| Novembro, 29  | A Família Real Portuguesa inicia a viagem para o Brasil no navio almirante Príncipe Real, do Vice-Almirante Manuel d’Acunha Sottomayor. A frota portuguesa foi escoltada por navios da Armada Britânica. |
| Novembro, 30  | Junot entra em Lisboa com cerca de 1 500 homens. |
| Dezembro, 1   | A divisão espanhola comandada pelo general Francisco Solano y Ortiz de Rozas, capitão-general da Andaluzia, entra no Alentejo por Elvas, para ocupar as províncias do Sul de Portugal. |
| Dezembro, 3   | Hermann, cônsul francês em Lisboa, encarregado de negócios da França em Portugal desde o abandono da embaixada por Junot, em 1805, é nomeado presidente do Real Erário, com o título de administrador-geral das finanças. |
| Dezembro, 4   | - Decreto de confisco dos bens dos súbditos britânicos. - As armas de fogo e de caça são proibidas. |
| Dezembro, 6   | Tendo destacado parte da sua frota para escoltar a família real até ao Brasil, Sir Sidney Smith voltou para o Tejo. |
| Dezembro, 7   | Uma expedição britânica, sob comando do Major-General William Carr Beresford, deixou Cork, escoltada pela frota do Almirante Sir Samuel Hood, e dirigiu-se para a Madeira (Dezembro, 24). |
| Dezembro, 12  | Convenção anglo-lusa sobre a ocupação da ilha da Madeira. |
| Dezembro, 13  | - Uma divisão espanhola, sob as ordens do general Taranco, capitão-general da Galiza, ocupa o Porto. - Motim em Lisboa, motivado pelo içar da bandeira francesa no castelo de São Jorge. |
| Dezembro, 14  | Publicação de um decreto interditando os ajuntamentos e as desordens. |
| Dezembro, 18  | Tropas espanholas da divisão do general Juan Carrafa, que tinham acompanhado o exército francês desde Valência de Alcântara, em Espanha, entram no Porto. |
| Dezembro, 22  | - O marquês de Alorna, Pedro José de Almeida Portugal é nomeado inspector-geral e comandante-chefe do Exército nas províncias de Trás-os-Montes, Beira e Estremadura. - Decreto de Junot, dando baixa aos soldados do exército português - nas três províncias ocupadas pelo exército francês - que tivessem menos de 6 meses ou mais de 8 anos de serviço.                                                                                                  |
| Dezembro, 23  | Decreto de Napoleão Bonaparte, determinando a cobrança em Portugal de uma contribuição extraordinária de guerra de 100 milhões de francos. A medida só será divulgada em Portugal em 4 de Fevereiro de 1808. |
| Dezembro, 24  | A expedição britânica sob o comando de William Carr Beresford chega à Madeira. |
| Dezembro, 26  | As autoridades portuguesas da Madeira rendem-se a Beresford sem oferecerem resistência, negando, desta forma, a utilização da ilha pelos franceses. Os britânicos colocaram ali uma guarnição de dois batalhões. |
| Dezembro, 31  | Decreto dos generais espanhóis Taranco e Solana, de licenciamento de soldados do exército português, nas províncias do Minho, Alentejo e Algarve. |
| 1808          | |
| Janeiro, 11   | Os regimentos de milícias são dissolvidos, sendo os seus membros obrigados a entregar as armas em determinadas fortalezas. |
| Janeiro, 15   | Publicado decreto que proíbe as comunicações com a esquadra britânica que bloqueia os portos portugueses. |
| Janeiro, 19   | A Família Real Portuguesa e a Corte desembarcam na Baía, Brasil. |
| Fevereiro, 1  | - Junot é nomeado governador-geral de Portugal. - Proclamação de Junot: a Casa de Bragança deixa de governar em Portugal. Todo o território * português passa a ser governado em nome de Napoleão. - O Conselho de Regência é dissolvido. - O valor do imposto de guerra a cobrar em Portugal, decretado por Napoleão em 23 de Dezembro de 1807, é reduzido para 40 milhões de francos.                                                                      |
| Fevereiro, 9  | Nas Caldas da Rainha são executados, por ordem de Loison, nove portugueses. |
| Fevereiro, 10 | O Segundo Regimento de Infantaria do Porto é dissolvido. |
| Fevereiro, 15 | - O Marquês de Alorna é nomeado Inspector-geral de todo o Exército Português. - Junot auto nomeia-se comandante-chefe do Exército Português. |
| Fevereiro, 20 | Decreto de organização do Exército Português, composto por 5 regimentos de infantaria e 3 de cavalaria, além de um batalhão e um esquadrão de caçadores. |
| Março, 7      | D. João e a Corte chegam ao Rio de Janeiro. |
| Março, 11     | Uma força militar francesa, comandada pelo Coronel francês Miquel, ocupa Elvas. |
| Março, 22     | É dada ordem para a conquista da Guiana francesa por tropas do Brasil. |
| Março, 27     | O Exército português reorganizado pelo marquês de Alorna (futura Legião Lusitana) dirige-se para Bayonne, na fronteira franco-espanhola, por Salamanca e Burgos. |
| Abril, 3      | O general francês Quesnel toma posse do governo do Porto, devido à morte do general espanhol Taranco. O general Carrafa abandona a cidade e dirige-se para Lisboa. |
| Abril, 26     | Napoleão recebe em Baiona a «Deputação Portuguesa», constituída por 8 titulares, 3 eclesiásticos e 3 funcionários régios. Devido às revoltas em Espanha e Portugal, os seus membros ficarão retidos em Bordéus, e posteriormente em Paris, até 1814, tirando os militares que aceitam servir no exército francês, enquanto oficiais da Legião Portuguesa. |
| Maio, 1       | Declaração de Guerra de Portugal contra a França, decidida pelo Príncipe Regente no Rio de Janeiro. |
| Maio, 17      | Um grupo de 300 a 400 pessoas, que representavam os principais «corpos do reino», foram cumprimentar Junot e, através dele, homenagear o Imperador francês, Napoleão Bonaparte. |
| Maio, 18      | - O Exército português, reorganizado pelo marquês de Alorna e levado por este para França, é incorporado no Exército francês com a designação de Legião Portuguesa. - O brigue HMS Rapid, da Armada Britânica, é destruído pelas baterias no Tejo ao tentar resgatar um navio mercante. |
| Maio, 30      | Proclamação da Junta Suprema do Governo de Espanha ao Povo Português, prometendo ajuda aos levantamentos contra o exército francês. |
| Junho, 6      | - No Porto é organizada uma junta insurreccional. - O comandante da força espanhola de ocupação, General Balesta, prendeu o governador francês, General François-Jean-Baptiste Quesnel du Torp, e marchou para a Galiza com a finalidade de ajudar a junta recém criada naquela província espanhola. - O brigadeiro Luís de Oliveira da Costa assume o governo interino das armas do Porto.                                                                  |
| Junho, 7      | Aclamação do Príncipe regente, no Castelo da Foz, pelo governador-adjunto interino, o major Raimundo José Pinheiro. |
| Junho, 9      | O brigadeiro Luís de Oliveira repõe a situação existente antes de dia 6, mandando içar a bandeira francesa em todos os edifícios públicos. |
| Junho, 11     | Levantamento de Bragança, dirigido pelo governador das armas da província de Trás-os-Montes, o general Manuel Jorge Gomes de Sepúlveda. |
| Junho, 16     | Sublevação em Olhão, dirigida pelo antigo capitão-general e governador das armas do Algarve, o conde de Castro Marim, Monteiro-mor do Reino. |
| Junho, 17     | O general Loison sai de Almeida em direcção ao Porto, comandando uma pequena força militar, com o intuito de restabelecer a situação. |
| Junho, 18     | - Levantamento popular no Porto. - Formada a Junta Suprema do Reino, presidida pelo bispo do Porto, D. António de Castro. |
| Junho, 19     | - Sublevação em Faro. - Instituição da Junta Provisional do Governo Supremo do Reino, no Paço Episcopal do Porto. |
| Junho, 21     | A força de Loison, tendo passado o rio Douro em Peso da Régua, é atacada por membros das Milícias e das Ordenanças de Trás-os-Montes, nos Padrões de Teixeira, perto de Mesão Frio. O ataque fez com que a força que dirigia atravessasse precipitadamente o rio e recuasse para Lamego, sendo obrigado a regressar a Almeida. |
| Junho, 22     | Saque de Vila Viçosa pelas tropas francesas. |
| Junho, 23     | Insurreição de Coimbra. |
| Junho, 26     | Saque de Beja pelas tropas francesas sob comando do Coronel Jean-Pierre Marasin. |
| Junho, 27     | - Criação de um imposto de guerra sobre a exportação do vinho do Porto. - Criação da Junta da Inconfidência, no Porto. |
| Julho, 1      | O conde da Ega é nomeado encarregado dos Negócios de Justiça, por Junot. |
| Julho, 4      | O General Louis-Henri Loison partiu de Almeida em direcção a Abrantes, causando grande destruição no caminho, com a intenção de aterrorizar a população civil. |
| Julho, 5      | Ataque de uma força francesa, sob o comando do general Kellermann, a Leiria. |
| Julho, 12     | Uma expedição britânica sob o comando do Tenente-General Sir Arthur Wellesley inicia a viagem para a Península Ibérica. |
| Julho, 13     | Insurreição em Évora. |
| Julho, 16     | Forças militares portugueses, compostas de tropas regulares e de milicianos, comandadas pelo tenente-coronel Francisco de Magalhães Pizarro, bloqueiam a fortaleza de Almeida. |
| Julho, 29     | - Derrota das tropas luso-espanholas, sob comando do General Francisco de Paula Leite, perante as tropas de Loison, em Évora. - Massacre de Évora. |
| Agosto, 1     | Início do desembarque das tropas britânicas na praia de Lavos, Figueira da Foz. Esta operação prolongou-se até ao dia 5. |
| Agosto, 2     | Wellesley e o comandante naval britânico, Almirante Sir Charles Cotton, enviam uma proclamação ao povo de Portugal, assegurando que a expedição britânica se destina a ajudá-los a resgatar o seu território e a restaurar o governo legítimo da Casa de Bragança. |
| Agosto, 5     | Reforços da Andaluzia, sob o comando de Sir Brent Spencer, chegam à foz do Mondego para apoiarem Wellesley. |
| Agosto, 9     | Wellesley inicia a marcha para Sul. |
| Agosto, 16    | Combate nos arredores de Óbidos, entre forças francesas e a guarda avançada de Wellesley. |
| Agosto, 17    | Combate da Roliça. As tropas francesas do General Delaborde são obrigadas a retirar, perante a superioridade das tropas de Wellington. |
| Agosto, 21    | - Batalha do Vimeiro. O ataque de Junot às forças de Wellington resultou numa derrota das tropas francesas. - Desembarque de Sir Harry Burrard, que assume o comando da expedição britânica. |
| Agosto, 22    | - Desembarque de Sir Hew Dalrymple, que assume o comando da expedição britânica. - Junot enviou o General Kellermann para iniciar negociações com os britânicos. |
| Agosto, 27    | Início do desembarque das tropas de Sir John Moore em Portugal. |
| Agosto, 30    | Assinatura da Convenção de Sintra. |
| Setembro, 15  | Junot e o seu exército embarcam para França. |
| Setembro, 18  | - Uma proclamação do general britânico Dalrymple anuncia o restabelecimento da Regência, para que se possa fazer a transferência do poder, em Lisboa, do exército britânico para as autoridades portuguesas. - Formado o Conselho de Regência para governar Portugal, sendo dissolvidas as juntas governativas. |
| Setembro, 20  | Embarque de Wellesley para a Grã-Bretanha, seguido de Darymple e de Burrard, a fim de serem ouvidos numa comissão de inquérito para apurar as suas responsabilidades na redacção dos termos da Convenção de Sintra. |
| Setembro, 26  | A Junta Provisional do Supremo Governo do Reino, estabelecida no Porto, suspende as suas funções. |
| Setembro, 30  | O Exército Português é restabelecido oficialmente, por meio de uma portaria com um edital anexo, onde se informam os oficiais, os sargentos e os soldados, dos locais onde se estão a reorganizar os antigos corpos. |
| Outubro, 2    | A guarnição francesa de Almeida depôs as armas. |